# 特氏白鮭
特氏白鮭，為輻鰭魚綱鮭形目鮭科的一種，為溫帶淡水魚，被IUCN列為極危保育類動物，分布於歐洲瑞典奧倫湖、Halsjön、Äsunden湖流域，體長可達20公分，棲息在底中層水域，生活習性不明。